# Mount Mill
Mount Mill (französisch Pic Mill) ist ein 735 m hoher Berg an der Graham-Küste des Grahamlands auf der Antarktischen Halbinsel. Er ragt rund 4 km westlich des Mount Balch auf der Nordostseite der Waddington-Bucht auf. 
Erstmals kartografisch erfasst wurde er im Rahmen der Belgica-Expedition (1897–1899) des belgischen Polarforschers Adrien de Gerlache de Gomery. Benannt wurde er jedoch erst im Verlauf der Fünften Französischen Antarktisexpedition (1908–1910) unter der Leitung des Polarforschers Jean-Baptiste Charcots. Namensgeber ist Hugh Robert Mill (1861–1950), langjähriger Bibliothekar der Royal Geographical Society. Das Advisory Committee on Antarctic Names übertrug die französische Benennung 1950 ins Englische.